# Heteropoda andamanensis
Heteropoda andamanensis là một loài nhện trong họ Sparassidae.
Loài này thuộc chi Heteropoda. Heteropoda andamanensis được Benoy Krishna Tikader miêu tả năm 1977.